# كارولين غراهام
كارولين غراهام (بالإنجليزية: Caroline Graham)‏ (و. 1931  م) هي كاتبة سيناريو، وروائية، وكاتِبة بريطانية.

## التعليم
تعلمت في الجامعة المفتوحة ‏.

## وصلات خارجية
- كارولين غراهام على موقع IMDb (الإنجليزية)
- كارولين غراهام على موقع ميوزك برينز (الإنجليزية)
- كارولين غراهام في قاعدة بيانات الأفلام على الإنترنت